# Завалишин, Дмитрий Константинович
Дми́трий Константи́нович Завали́шин (род. 13 апреля 1967, Москва) — российский программист, автор концепции ОС Фантом, организатор и член программного комитета конференции OS Day, основатель группы компаний DZ Systems (компании Digital Zone, e-Legion, Aprentis, DZ Outstaff), IT-предприниматель, создатель системы Яндекс. Гуру, положенной в основу современного сервиса Яндекс. Маркет.

## Биография
Родился 13 апреля 1967 года в городе Москва.
В 1990—2000 годах принимал активное участие в создании российских сегментов сетей Фидонет и Интернет (Релком). Обеспечил прозрачное взаимодействие этих сетей, стал первым координатором, который занимался эхо-конференциями, и организовал первый в России backbone, который структурировал их работу. Выступил с инициативой создания так называемой «Зоны 7» — выделения России в самостоятельную единицу верхнего уровня, что обеспечило бы «сетевой суверенитет» отечественного сектора Фидо (идея не поддержана российским сообществом пользователей сети).
С 11 августа 1997 года по, примерно, 2002 год издавал онлайн-журнал «dz online», «одно из старейших и авторитетнейших технологических изданий в русском Интернете». В 2000 году издание было продано компании Яндекс и вошло в её состав. В 2003 году с уходом Дмитрия Завалишина из Яндекса выпуск онлайн-журнала был прекращён.
В 2000—2004 годах отвечал за проектирование, разработку и развитие портала компании «Яндекс». Разработал основные принципы функционирования портала, внедрив инновационную для того времени технологии сборки сайта через интеграционную шину. Был автором отдельных проектов Яндекса — «Яндекс. Лето», «Яндекс. Пиво» и пр. Создал службу помощи в выборе товаров интернет-магазинов «Яндекс. Гуру», ставшую после слияния с площадкой «Яндекс. Покупки» основой для формирования сервиса «Яндекс.Маркет».
В январе 2006 года совместно с Кириллом Готовцевым создал компанию Digital Zone, специализирующуюся на разработке высокотехнологичного программного обеспечения, оптимизированного под большую нагрузку и/или требующего проведения значительных исследовательских работ и внедрения «ноу-хау».
В 2009 году объявил о начале разработки уникальной (то есть — не являющейся концептуальной копией Unix/Windows) операционной системы Фантом (ОС Фантом), базирующуюся на принципе ортогональной персистентности. В 2017 году Digital Zone и Университет Иннополис объявили о сотрудничестве в области развития ОС Фантом. В планах ее портирование на машины, оборудованные отечественным процессором Эльбрус. В 2022 году университет Иннополис подготовил основную версию операционной системы с планами на релиз версии ОС Фантом на базе ядра Genode.
В 2013 году приобрёл контрольный пакет в компании e-legion и объявил о создании холдинга DZ Systems. В настоящий момент[какой?] в холдинг входят компании Digital Zone, e-Legion, Aprentis, DZ Outstaff, подразделения DZ Systems находятся в Москве, Санкт-Петербурге, Казани и Нижнем Новгороде.
В 2014 году инициировал создание Российской конференции по разработке операционных систем и инструментального ПО OS Day. Являлся членом программного комитета OS Day с 2014 по 2022 год.
В 2017 году Дмитрий Завалишин стал ведущим собственной передачи на «Радио Медиаметрикс» DZ Online. Снял цикл видеоинтервью про цифровую трансформацию. Кроме «Радио Медиаметрикс», интервью публиковались в виде расшифровок в различных изданиях, например, vc.ru.

## Музыка и кино
Музыкант (гитара, клавишные), композитор, аранжировщик. Записал несколько альбомов собственной инструментальной музыки. Последние альбомы «Fairy Tales» и «Land of Snow» вышли в электронной форме.
На праздновании 15-летия компаний Digital Zone и e-Legion играл в составе рок-группы композиции Pink Floyd, «Машины времени» и др.
Завалишин и его компания DZ Systems спонсировали съёмки фильма «Осенние визиты» по одноимённому роману писателя-фантаста Сергея Лукьяненко — «было приобретено компьютерное оборудование для профессионального монтажа и оплачена значительная часть затрат на производство кинокартины». В 2023 году вышел фильм по книге Сергея Лукьяненко «Осенние визиты», в работе над которым Дмитрий Завалишин принимал участие как генеральный продюсер.